# زمین‌لرزه ۱۹۹۵ کلمبیا
زمین‌لرزه کلمبیا  در تاریخ ۸ فوریه ۱۹۹۵ میلادی، برابر با ‎۱۹ بهمن ۱۳۷۳، ساعت ۱۸:۴۰:۲۵ به زمان یوتی‌سی در کلمبیا رخ داد. ژرفای این زلزله ۷۰٫۱ کیلومتر بود، و بزرگی آن ۶٫۳ در مقیاس Mw اعلام شده‌است. زمین‌لرزه به وقت محلی در روز چهارشنبه، ساعت ۱۳ روی داده و منطقه زمانی آن یوتی‌سی -۵ بوده‌است .
سازمان زمین‌شناسی آمریکا نیز رومرکز این زمین‌لرزه را در مختصات ۴°۰۶′۱۴″شمالی ۷۶°۳۷′۱۹″غربی / ۴٫۱۰۴°شمالی ۷۶٫۶۲۲°غربی و ژرفای آن را در ۷۳ کیلومتر گزارش کرده‌است. بزرگی برگزیدهٔ این سازمان از میان بزرگی‌های محاسبه‌شدهٔ مختلف ۶٫۴ در مقیاس Mw بوده و از دید اثر، در میان چهار دسته‌بندی «نامحسوس»، «محسوس»، «زیان‌آور» یا «با تلفات»، زلزله را «با تلفات» اعلام کرده‌است.بالای ۲۰۰۰ ساختمان در زمین‌لرزه آسیب دیده یا خراب شده‌است.رانش زمین در آن به وجود آمده‌است.
پروژهٔ «تنسور گشتاور مرکزوار» زاویه‌های (راستا، شیب، ریک) گسل سازندهٔ زمین‌لرزه و صفحه عمود بر آن را (°۲۱۰، °۲۱، °۹۰-) یا (°۳۰، °۶۹، °۹۰-) و نوع گسل را «عادی» فرارسانده‌است.
شمار کشتگان زلزله حدود ۴۲ نفر بوده‌است.تعداد زخمیان ۴۰۰ نفر برآورده شده‌است.بی‌خانمان شدگان نیز ۳۰۰۰ نفر اعلام شده‌است.